# Filetero

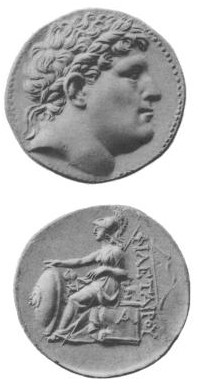
Moneda de Filetero.

Filetero (h 343 a. C.–263 a. C.) fue el fundador de la dinastía atálida de Pérgamo en Anatolia.
Nació en Tieo, una aldea de la costa anatolia del mar Negro entre Bitinia al oeste y Paflagonia al este. Su padre fue Átalo (quizá procedente de Macedonia) y su madre Boa, una mujer de Paflagonia.
Tras la muerte de Alejandro Magno en el 323 a. C., Filetero se vio envuelto en las luchas por el poder, conocidas como las guerras de los diádocos (diádocos significa «sucesores» en griego) entre los gobernadores regionales de Alejandro, Antígono I Monóftalmos en Frigia, Lisímaco en Tracia y Seleuco I Nicátor en Babilonia (entre otros). Filetero sirvió al principio a Antígono, pero luego se cambió al bando de Lisímaco, el cual, tras la muerte de Antígono en la batalla de Ipso en el 301 a. C., nombró a Filetero gobernador de Pérgamo, ciudad en la que Lisímaco guardaba un tesoro de 9000 talentos.
Filetero reconoció la soberanía de Lisímaco hasta el 282 a. C., cuando, quizá a causa de los conflictos derivados de las intrigas cortesanas de Arsínoe II de Egipto (la tercera mujer de Lisímaco), Filetero decidió abandonar a Lisímaco, y se ofreció, junto con la importante fortaleza de Pérgamo y su tesoro, a Seleuco. Este último derrotó y mató a Lisímaco en la batalla de Corupedium en el 281 a. C.; pero Seleuco sería también muerto por Ptolomeo Cerauno, hermanastro de Arsínoe, en Lisimaquia (Tracia), unos meses después.
Aunque Filetero se encontraba teóricamente bajo control seléucida, tras la muerte de Seleuco, sobre todo, dispuso de bastante autonomía y pudo, gracias a sus grandes riquezas, aumentar su poder e influencia más allá de Pérgamo. Hay muchas noticias de Filetero como benefactor de ciudades vecinas y de templos, como los de Delfos y Delos. También ayudó con tropas, dinero y alimentos a la ciudad de Cícico, en su defensa frente a los gálatas invasores. Gracias a todo ello, Filetero obtuvo gran prestigio para sí mismo y su familia.
A lo largo de sus casi cuarenta años de gobierno, construyó, en la acrópolis de Pérgamo, el templo de Deméter y el de Atenea (la divinidad protectora de Pérgamo), así como el primer palacio de la ciudad y mejoró en gran medida las fortificaciones.
Filetero era eunuco y por lo tanto nunca se casó y no tuvo hijos. Adoptó a su sobrino Eumenes I (hijo de su hermano, también llamado Eumenes), que le sucedió como gobernante de Pérgamo a su muerte en el 263 a. C.
| Precedido por: Territorio del Imperio seleúcida | Gobernador de Pérgamo (Dinastía Atálida) 301 a. C. - 263 a. C. | Sucedido por: Eumenes I |